# Championnats du monde de semi-marathon 1998
Les 7e Championnats du monde de semi-marathon ont eu lieu le 27 septembre 1998 à Zurich. 236 athlètes issus de 54 nations ont participé à l'évènement.

## Résultats

### Hommes
| Épreuves            | Or                                                                  | Argent                                                 | Bronze                                                          |
| Course individuelle | Paul Koech 1 h 00 min 01                                            | Hendrick Ramaala 1 h 00 min 24                         | Khalid Skah 1 h 00 min 24                                       |
| Par équipes         | Afrique du Sud Hendrick Ramaala Gert Thys Abner Chipu 3 h 02 min 21 | Kenya Paul Koech Shem Kororia John Gwako 3 h 03 min 07 | Éthiopie Ibrahim Seid Girma Alemayehu Addis Abebe 3 h 05 min 18 |

### Femmes
| Épreuves            | Or                                                            | Argent                                                              | Bronze                                                          |
| Course individuelle | Tegla Loroupe 1 h 08 min 29                                   | Elana Meyer 1 h 08 min 32                                           | Lidia Simon 1 h 08 min 58                                       |
| Par équipes         | Kenya Tegla Loroupe Joyce Chepchumba Leah Malot 3 h 29 min 43 | Roumanie Lidia Simon Cristina Pomacu Constantina Dita 3 h 32 min 19 | Espagne Julia Vaquero Mara Luisa Larraga Roco Ros 3 h 34 min 18 |

## Tableau des médailles
| Rang | Nation | Or | Argent | Bronze | Total |
| ---- | ------ | -- | ------ | ------ | ----- |